# Valbrona

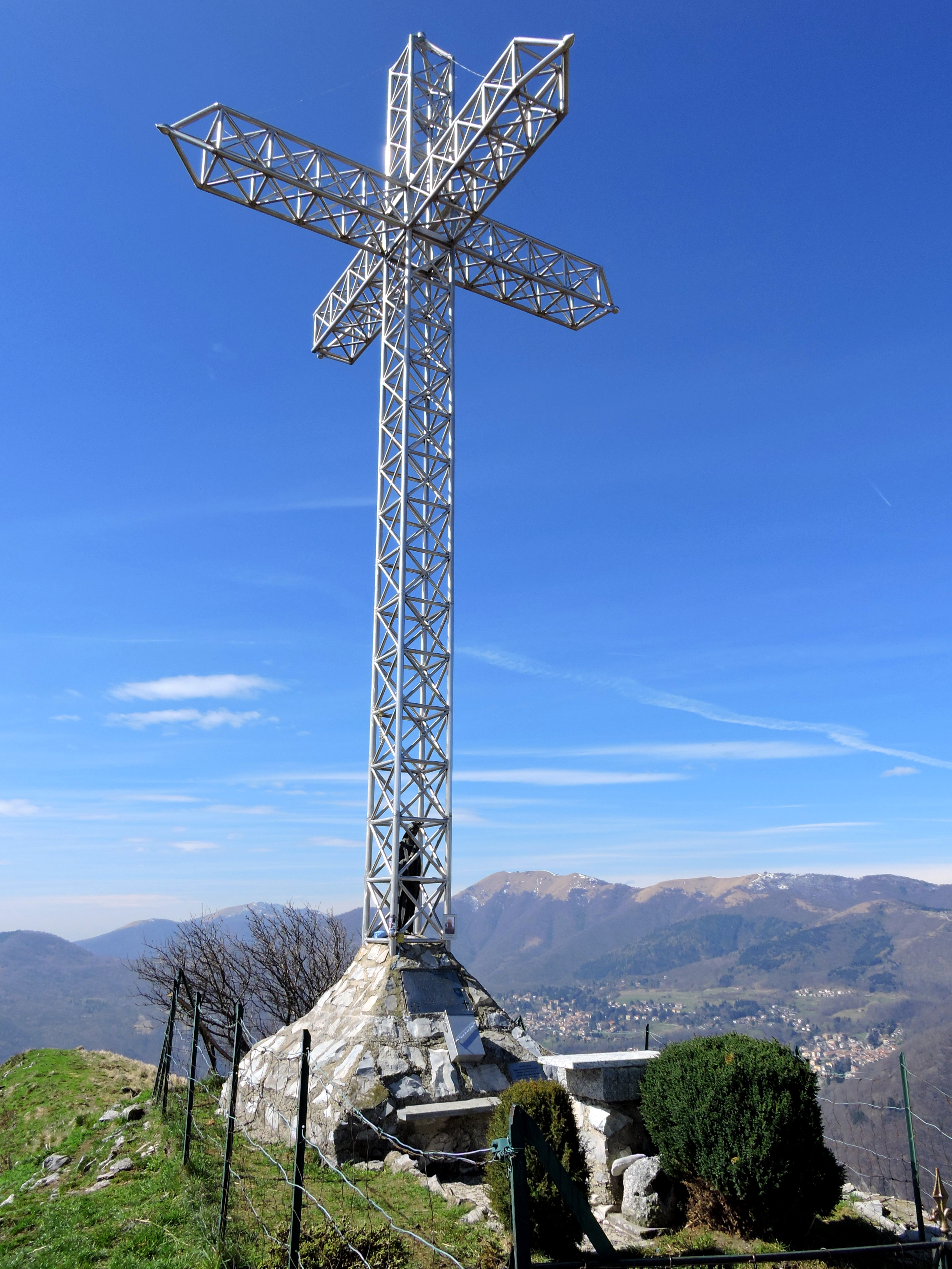
Croce del Giubileo sul monte Megna

Valbrona (AFI: /valˈbroːna/; Valbroeuna in dialetto brianzolo, AFI: /valˈbrøna/) è un comune italiano di 2 621 abitanti della provincia di Como in Lombardia. Fa parte del cosiddetto Triangolo Lariano.
Il comune è diviso in 4 frazioni, Candalino, Maisano, Osigo e Visino, le quali si trovano in un'ampia vallata, ricca di pendii, di boschi e di acque (non a caso è chiamata la valle delle sorgenti).

## Geografia fisica
L'altitudine varia dai circa 220 metri sul livello del mare, (località Liscione, direttamente sul lago di Como, sponda lecchese), ai 504 m s.l.m. Da ricordare inoltre l'altezza dei contigui Corni di Canzo: circa 1 373, 1 368 e 1 232 m s.l.m. (si tratta di tre cime rocciose, disposte da est a ovest che prendono il nome dal comune di Canzo, infatti quella centrale e quella occidentale costituiscono il confine fra il comune di Canzo e quello di Valbrona. Solo la terza cima, quella più bassa, è nel territorio del comune di Valmadrera).

### Fauna
La fauna di Valbrona è molto ricca poiché vi è presente un grande numero di boschi, campagne e ruscelli che ospitano molti animali, uccelli e pesci. Ci sono molti mammiferi appartenenti alle famiglie Bovidae e Cervidae, come gli innumerevoli caprioli che scendono molte volte perfino in paese. Nel '900 furono importati dalla Sardegna molti mufloni (Ovis musimon) per la ripopolazione di queste terre e furono liberati sopra il Monte Moregallo. Col passare del tempo i mufloni si moltiplicarono e così fino ad oggi hanno ripopolato le zone del Moregallo e i boschi delle zone di Valbrona. Nei molti ruscelli presenti a Valbrona si possono trovare varie specie di pesci come: trote (Trota iridea, Trota salmonata), gobbi/persici sole (Lepomis gibbosus), persico reale (Perca fluviatilis). Tra le principali specie di uccelli ci sono: gli Ardeidi (airone cenerino, airone bianco maggiore, airone rosso etc.), uccelli appartenenti alla famiglia dei Phasianidae, Circaetus gallicus e altre specie di aquile, altri rapaci come il falco, la poiana, il gheppio, la civetta, il gufo, l'astore. Ci sono anche roditori come il ghiro, lo scoiattolo rosso, scoiattolo grigio, il moscardino, il topo delle risaie, il criceto comune, il topo. Infine ci sono anche rettili e anfibi come le rane, le salamandre, i tritoni e varie specie di tartarughe.

## Origini del nome
Il toponimo deriverebbe dalla composizione di due terminini germanici: val ("valle") e bron ("sorgente").

## Storia
Valbrona nasce come villaggio celtico, infatti in molti suoi boschi si trovano ancora testimonianze celtiche. Sul territorio sono stati riportati alla luce anche reperti del periodo dell'età del rame. Recentemente sono stati scoperti monumenti funebri tipicamente etruschi. Nel 196 a.C. la Gallia cisalpina venne definitivamente conquistata dal console Marco Claudio Marcello; quindi anche Valbrona divenne un insediamento romano. Nel 59 a.C. Gaio Giulio Cesare fece fondare colonie in tutto il territorio del Triangolo Lariano (tra Como e Lecco) perché lo considerava un territorio strategicamente importante per la difesa della Penisola italica. Alcune tombe di epoca romana vennero scoperte nel 1939 e nel 1941.
Durante il Ducato di Milano, il territorio dell'attuale Valbrona seguì le sorti del resto della Vallassina, dapprima infeudata ai Dal Verme (1441), poi al bolognese Tommaso Tebaldi (1469) e infine agli Sfondrati (1533). Nel 1751 il territorio valbronese si estendeva ai cassinaggi di Vosigo, Candalino, Voneda, Caprante, e “Cassina a Monte”. Nel 1788, con la morte dell'ultimo erede maschio della famiglia Sfondrati, la terra valbronese e tutta la Vallassina ritornarono a far parte delle disponibilità della Regia Camera del Ducato.
Un decreto di riorganizzazione amministrativa del Regno d'Italia napoleonico datato 1807 sancì l'annessione dei comuni di Valbrona e di Visino a quello di Asso. Cinque anni più tardi, il territorio di Valbrona fu assegnato al comune di Onno. Le decisioni del periodo napoleonico non sopravvissero tuttavia alla Restaurazione, che comportò la ricostituzione di Valbrona e di Visino come entità comunali autonome.
Per tutto il XIX secolo, la famiglia nobile di origine spagnola de Herra, già da lungo tempo stabilitisi a Lipomo dove conduceva anche una filanda, possedette ingenti proprietà fondiarie e una residenza nel territorio di Valbrona: l´avvocato Carlo de Herra viene ricordato nelle cronache del comune come illustre cittadino e benefattore. Nel 1927 il comune di Visino venne definitivamente aggregato a quello di Valbrona.

### Simboli
Lo stemma e il gonfalone sono stati concessi con decreto del presidente della Repubblica del 12 ottobre 1993.
(D.P.R. del 12 ottobre 1993)
Le stelle dell'Orsa Maggiore sono l'unica costellazione visibile dagli abitanti essendo la più alta in cielo e l'intero paese si trova circondato da alte montagne.
La torre è uno dei simboli di Valbrona: nel territorio ce ne erano almeno quattro. Il grifone rappresenta l'invasore che arrivando dalla pianura, era costretto a indietreggiare di fronte alla difesa data dalla torre.
Il gonfalone è un drappo di verde.

## Monumenti e luoghi d'interesse

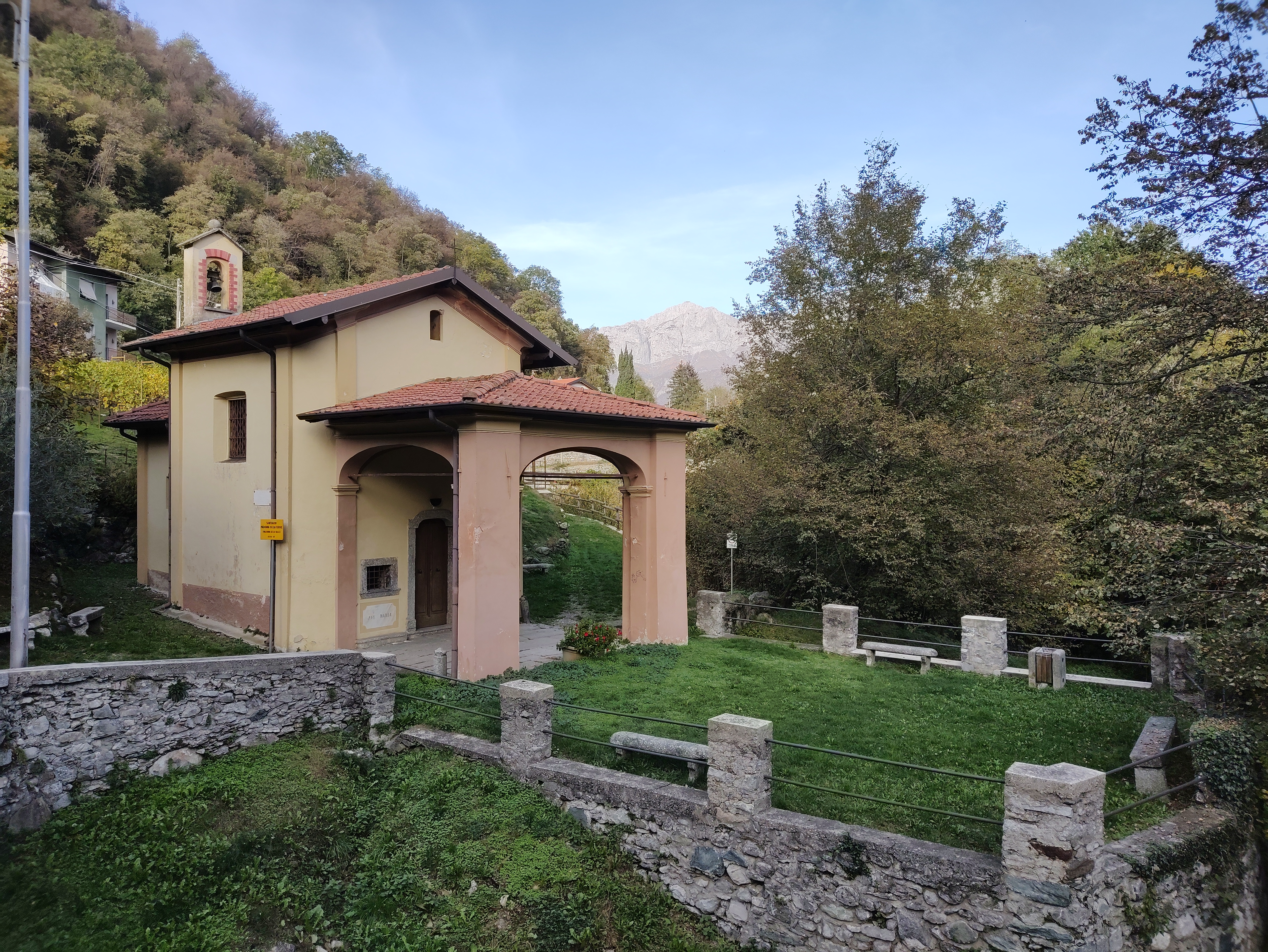
Santuario della Madonna della Febbre

### Architetture religiose

#### Chiesa di San Michele
Nella chiesa di S. Michele, del IV secolo, situata nella frazione Visino, si possono ammirare preziosi affreschi o dipinti del Bergognone, del Morazzone, del Crespi e dell'Appiani.
La chiesa fu oggetto d'importanti interventi di ristrutturazione nel XVI secolo.

#### Chiesa dei Santi Apollinare e Materno
La chiesa parrocchiale di Valbrona, dedicata ai Santi Apollinare e Materno, Al suo interno si conserva la Bolla del Perdono, concessa ad un Danelli di Maisano dal Papa Benedetto XIV.

#### Chiesa della Madonna della Febbre
Da ricordare anche il caratteristico Santuario della Madonna della Febbre, a memoria della pestilenza nel 1500, quando nella zona calarono i Lanzichenecchi di Carlo V, seminando distruzione.

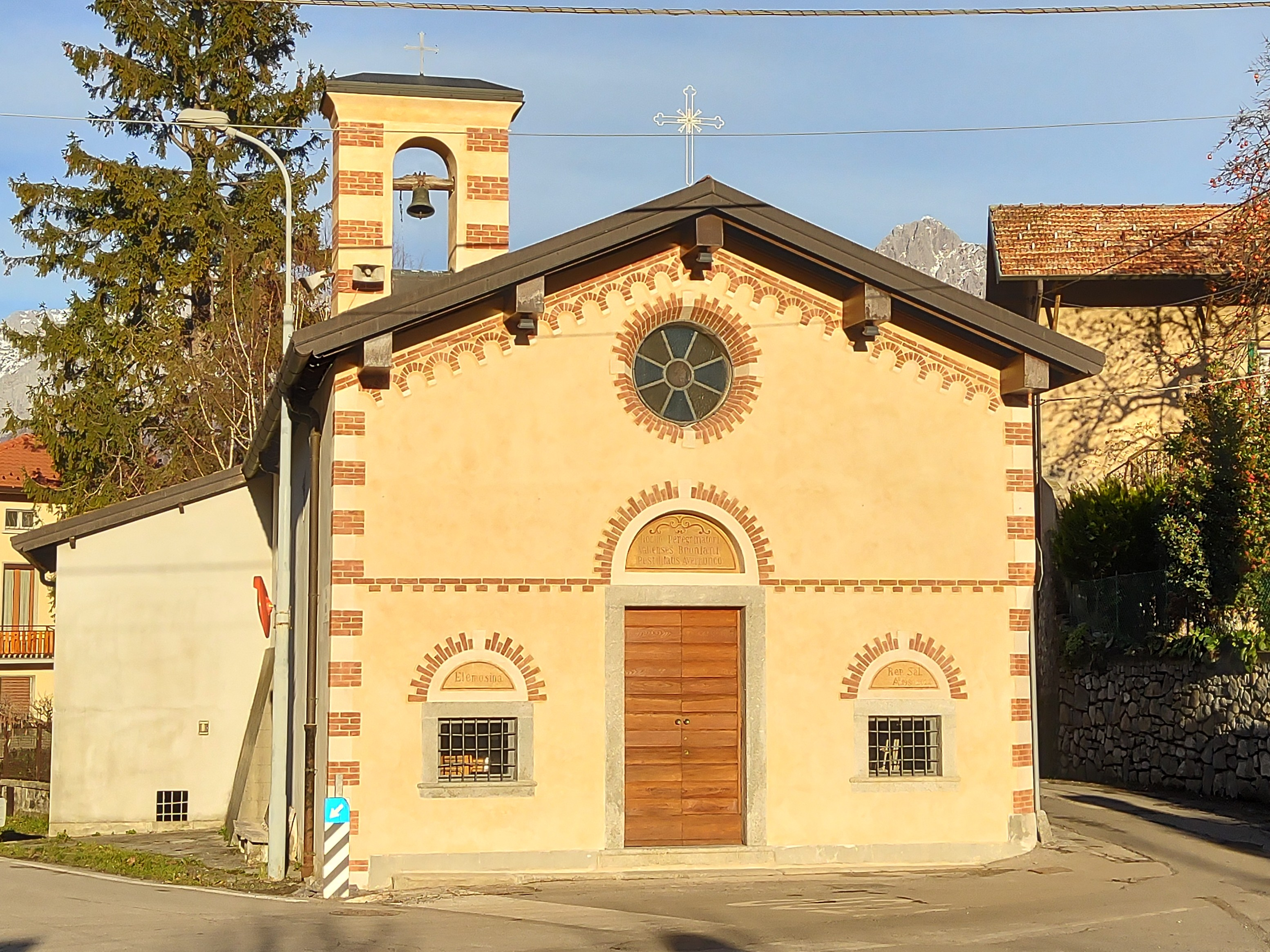
Chiesa di San Rocco

#### Altro
- Chiesa della Madonna Assunta[14]
- Chiesa della Madonna Addolorata (1703)[15]
- Chiesa di San Rocco (XVI secolo)[16]

### Aree naturali
A Valbrona sono presenti numerose interessanti cavità nella roccia come le grotte del Maiale, delle Capre, Clementina, della Lella, il pulpito del re, le grotte sopra le cave Tacchini, la grotta del Socio.

## Società
Il paese era un tempo dedito soprattutto all'agricoltura, e gli abitanti erano soprannominati i panisciat (per via di una specie di polenta molle, fatta qui con il latte e detta appunto paniscia), ora i Valbronesi si sono orientati più verso l'attività artigianale e industriale, come la lavorazione delle forbici e lo stampaggio di metallo a caldo. 

### Evoluzione demografica

#### Demografia pre-unitaria
- 675 nel 1751
- 677 nel 1771
- 884 nel 1799
- 904 nel 1805
- annessione ad Asso nel 1809
- annessione a Onno nel 1812
- 1 186 nel 1853

(Fonte: lombardiabeniculturali)

#### Demografia post-unitaria
- 1 346 nel 1861
- 1 312 nel 1881
- 1 328 nel 1901
- 1 272 nel 1921
- 1 803 nel 1931 dopo annessione di Visino avvenuta nel 1927

(Fonte: lombardiabeniculturali)
Abitanti censiti

## Cultura
La valle viene ricordata dal pittore Segantini per il suo verde intenso, e venne collegata a Bellagio attraverso un'ardita strada del ceppo, aperta nel 1911. Per la fabbricazione del Duomo di Milano venne utilizzata calce proveniente dalle antiche fornaci della frazione di Candalino.

## Geografia antropica
Il comune di Valbrona è composto da quattro storiche frazioni, un tempo facenti parte della pieve di Valassina; esse sono Maisano, Osigo, Candalino e Visino e si situano in un'ampia vallata, con paesaggi boschivi e punto di escursione verso i Corni di Canzo.

## Infrastrutture e trasporti

### Ferrovie
Valbrona non è servita da alcuna linea ferroviaria; la stazione più vicina è quella di Canzo-Asso, che dista circa 3 km, posta sulla Ferrovia Milano-Asso. Il paese avrebbe dovuto essere collegato dalla Asso-Bellagio un prolungamento della Milano-Asso gestita delle FNM, che fu più volte progettata ma mai realizzata.

### Esplicative
1. ↑  ortografia classica

### Bibliografiche
1. 1 2   Bilancio demografico mensile anno 2025 (dati provvisori), su demo.istat.it, ISTAT.
2. ↑   Classificazione sismica (XLS), su rischi.protezionecivile.gov.it.
3. ↑   Tabella dei gradi/giorno dei Comuni italiani raggruppati per Regione e Provincia (PDF), in Legge 26 agosto 1993, n. 412, allegato A, Agenzia nazionale per le nuove tecnologie, l'energia e lo sviluppo economico sostenibile, 1º marzo 2011,  p. 151. URL consultato il 25 aprile 2012 (archiviato dall'url originale il 1º gennaio 2017).
4. ↑   AA. VV., Dizionario di toponomastica. Storia e significato dei nomi geografici italiani., Milano, Garzanti, 1996,  p. 680, ISBN 88-11-30500-4.
5. 1 2 3 4 5 6  , ovvero valle delle sorgentiBorghese, p. 424.
6. 1 2 3 4 5   Comune di Valbrona (CO), su comune.valbrona.co.it. URL consultato il 19 maggio 2020.
7. ↑   Comune di Valbrona, sec. XIV - 1757 – Istituzioni storiche – Lombardia Beni Culturali, su lombardiabeniculturali.it. URL consultato il 19 maggio 2020.
8. ↑   Comune di Valbrona, 1816 - 1859 – Istituzioni storiche – Lombardia Beni Culturali, su lombardiabeniculturali.it. URL consultato il 19 maggio 2020.
9. ↑   Comune di Visino, 1816 - 1859 – Istituzioni storiche – Lombardia Beni Culturali, su lombardiabeniculturali.it. URL consultato il 19 maggio 2020.
10. ↑   Comune di Valbrona, 1859 - [1971] – Istituzioni storiche – Lombardia Beni Culturali, su lombardiabeniculturali.it. URL consultato il 19 maggio 2020.
11. ↑   Chiesa di S. Michele - complesso, Via San Michele - Valbrona (CO) – Architetture – Lombardia Beni Culturali, su lombardiabeniculturali.it. URL consultato il 19 maggio 2020.
12. ↑   Chiesa dei SS. Apollinare e Materno - complesso, Piazza Chiesa - Valbrona (CO) – Architetture – Lombardia Beni Culturali, su lombardiabeniculturali.it. URL consultato il 19 maggio 2020.
13. ↑   Santuario della Madonna della Febbre, Via Milano - Valbrona (CO) – Architetture – Lombardia Beni Culturali, su lombardiabeniculturali.it. URL consultato il 19 maggio 2020.
14. ↑   Chiesa di S. Maria Assunta - complesso, Piazza Chiesa - Valbrona (CO) – Architetture – Lombardia Beni Culturali, su lombardiabeniculturali.it. URL consultato il 19 maggio 2020.
15. ↑   Chiesa della Madonna Addolorata, Via Addolorata - Valbrona (CO) – Architetture – Lombardia Beni Culturali, su lombardiabeniculturali.it. URL consultato il 19 maggio 2020.
16. ↑   Chiesa di S. Rocco, Via Milano - Valbrona (CO) – Architetture – Lombardia Beni Culturali, su lombardiabeniculturali.it. URL consultato il 19 maggio 2020.
17. ↑  Dati tratti da:
  -  Popolazione residente dei comuni. Censimenti dal 1861 al 1991 (PDF), su ebiblio.istat.it, ISTAT.
  -  Popolazione residente per territorio – serie storica, su esploradati.censimentopopolazione.istat.it.
Nota bene: il dato del 2021 si riferisce al dato del censimento permanente al 31 dicembre di quell'anno.
18. ↑  La Storia corre sui binari: la ferrovia a Valbrona un sogno di fine '800 rimasto sulla carta (Fulvio Paredi)